# 花輪公雄
花輪 公雄（はなわ きみお、1952年 - ） は、日本の海洋科学者。東北大学名誉教授。国立大学法人東北大学理事を経て、国立大学法人山形大学理事・副学長。元日本海洋学会会長。

## 人物・経歴
山形市生まれ。1976年東北大学理学部卒業。1981年東北大学大学院理学研究科博士課程後期単位取得退学、東北大学理学部助手。1985年東北大学理学部講師。1987年理学博士、東北大学理学部助教授。1989年日本気象学会堀内賞受賞。
1994年東北大学理学部教授。1995年東北大学大学院理学研究科教授。2000年度日本海洋学会学会賞受賞。2006年気象庁気候問題懇談会座長、日本学術会議連携会員。2007年日本海洋学会副会長。2008年東北大学大学院理学研究科長・理学部長。2011年日本海洋学会会長。2012年国立大学法人東北大学理事（教育・学生支援・教育国際交流担当）。
2014年日本地球惑星科学連合フェロー。2018年青葉理学振興会理事長。サイエンス・デイ オブ ザ イヤー2018文部科学大臣賞受賞。2020年海洋立国推進功労者表彰（海洋立国日本の推進に関する特別な功績分野）受賞。2021年国立大学法人山形大学理事（企画、評価、総務、危機管理、内部統制担当）・副学長。

## 著書
- 『海洋物理学入門』海洋音響学会 1996年
- 『レジーム・シフト : 気候変動と生物資源管理』（川崎健, 谷口旭, 二平章と共編著）成山堂書店 2007年
- 『若き研究者の皆さんへ : 青葉の杜からのメッセージ』東北大学出版会 2015年
- 『若き研究者の皆さんへ : 青葉の杜からのメッセージ 続』東北大学出版会 2016年
- 『海洋の物理学』共立出版 2017年
- 『東北大生の皆さんへ : 教育と学生支援の新展開を目指して』東北大学出版会 2019年